# Dirección Nacional de Impresiones y Publicaciones Oficiales
La Dirección Nacional de Impresiones y Publicaciones Oficiales (IMPO) es el centro de información oficial de Uruguay, encargado de editar y realizar el diario oficial de Uruguay, como también de difundir las diferentes normativas, leyes y decretos vigentes, así como aportar el derecho a la información y el conocimiento de las mismas. 
Se trata de una persona jurídica de derecho público no estatal como por ejemplo la ANII, CUDIM, CONAPROLE, Fondo de Solidaridad, INIA, INAVI, LATU, etc.

## Creación
Fue creado el 28 de diciembre de 1990, cuando la Imprenta Nacional y el Diario Oficial son fusionados mediante la Ley N.º 16.170. Desde la fusión y creación de este organismo, continuó con su historia centenaria de publicar diariamente el Diario Oficial y de la Imprenta Nacional y del importante aporte que estas instituciones brindaron a la sociedad uruguaya.
El edificio proyectado e inaugurado para la Imprenta Nacional en 1923, ubicado en la calle Cuareim 2341 esquina Avenida Agraciada, en 1996 pasó a ser propiedad de la Administración Nacional de Usinas y Transmisiones Eléctricas (UTE).

## Cometidos
Sus cometidos están detallados en los artículos 141 y 141-2 de la Ley 16.736
Entre los principales se encuentra la edición y publicación del Diario Oficial, y del Registro Nacional de Leyes y Decretos, así como llevar adelante las diversas recopilaciones de normas jurídicas.
La administración, actualización y desarrollo del Banco Electrónico de Datos Jurídicos Normativos que contiene toda la legislación nacional, liberando dicha información al usuario por los diversos medios de acceso y soportes de información.
También apoya la difusión y conocimiento de la normativa a través de medios documentales y electrónicos, además de promover y producir las actividades del interés público determinadas por la Presidencia de la República, como las educativas y culturales que determine el Ministerio de Educación y Cultura.

Desarrolla, actualiza y administra la sistematización electrónica de la normativa interna de los organismos públicos con quienes suscriba convenios.

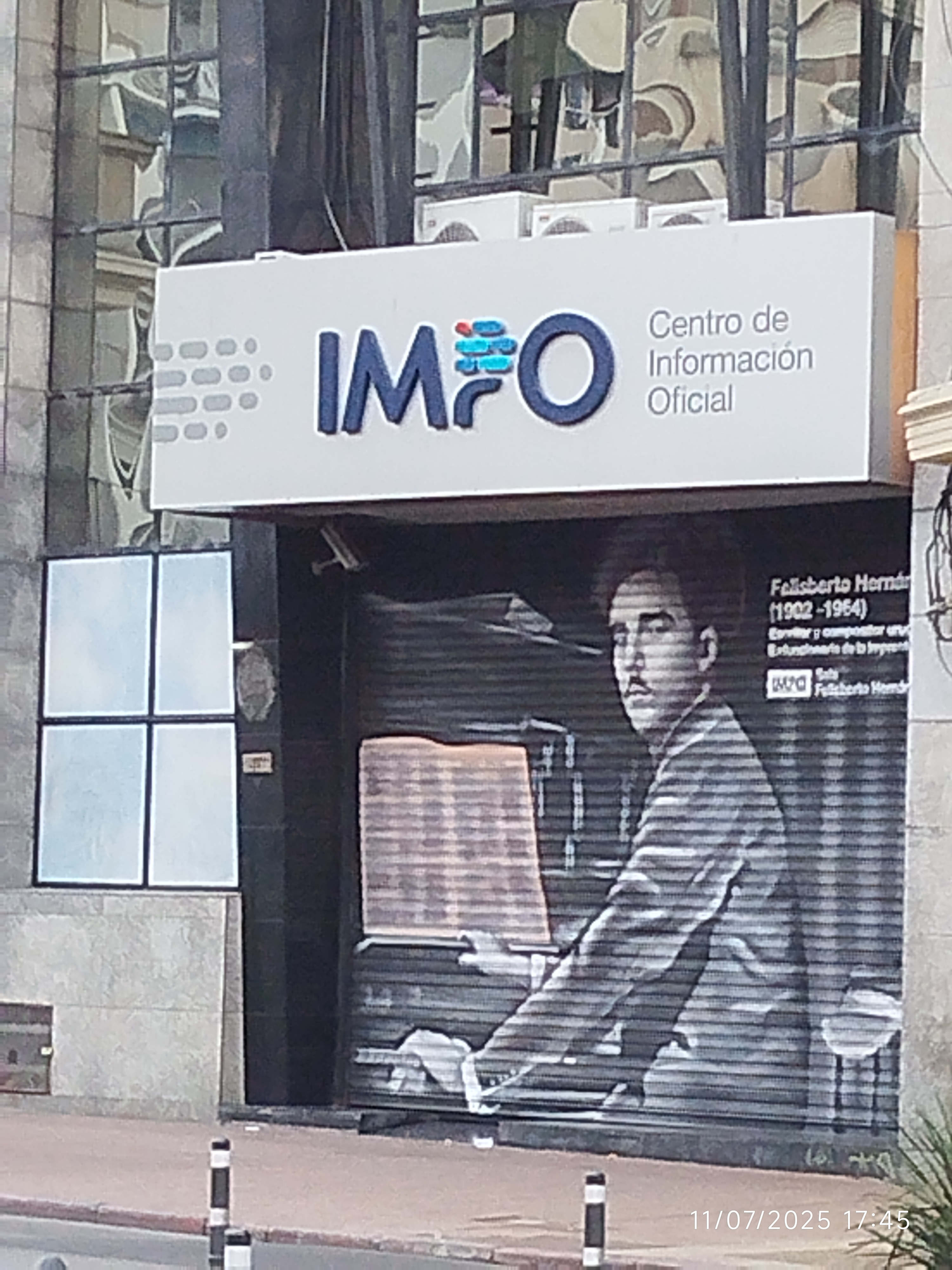
Imagen de Felisberto Hernández pintada en la puerta del IMPO

## Sede
Su sede principal, sobre la avenida 18 de Julio, frente al Palacio Municipal de Montevideo, cuenta con una enorme pantalla, la cual brinda un servicio público de acceso a la información, como también la difusión de contenidos educativos, culturales y sociales. 
También cuenta con una sala, en la cual suelen desarrollarse diferentes presentaciones, conferencias y seminarios, que homenajea al escritor Felisberto Hernández, de quien se pintó su imagen en la cortina con la que se cierra la puerta del edificio.